# StealthNet
StealthNet est un client pour le réseau Rshare, un réseau destiné au partage de fichiers en pair à pair anonyme et chiffré.
Il a été développé par l'auteur du logiciel Rshare puis par des membres du site web Planet Peer Community à partir de l’ancien client RShare (code source libre), qui n’est plus développé. À ses débuts, StealthNet était connu sous le nom RShare Community Edition (RShare CE) avant d’être rebaptisé.
Les deux clients sont open source, ce qui signifie que le code source est disponible (sous licence GPL).

## Histoire
En 2007, le Colorado Research Institute for Security and Privacy trouve une faille de sécurité dans RShare,. Le programmeur ayant trouvé cette faille est l'auteur de GNUnet. Les vulnérabilitées sont corrigées à partir de la version 0.8.1.2, sortie en août 2007.
En 2012, les programmeurs rencontrent un incident avec le logiciel Apache Subversion, une partie du code source de StealthNet est perdue : les versions  0.8.7.5 (février 2010) à 0.8.7.9 (octobre 2010), cependant le code source reste disponible sous forme de fichiers.

## Le client
Stealthnet apporte quelques innovations par rapport à Rshare, notamment :
- traduction en plusieurs langues (dont le français) ;
- possibilité d’interrompre les téléchargements ;
- filtrage des recherches.

Le client fonctionne sous Windows (et nécessite l’installation du .NET Framework 2.0), mais il existe une version en ligne de commande sous Linux et Mac (via l’environnement Mono).

## Détail technique
Pour fonctionner, il est souhaitable d'ouvrir dans un port TCP entrant (le numéro prédéfini d'origine est le port TCP n°6097) sur le routeur ou la box (internet).

## Inconvénient
- Le standard de chiffrement utilisé (AES) est sur 128 bits seulement, ce qui est désormais faible depuis les années 2010.